# Serrat del Pujol
El Serrat del Pujol és una muntanya de 560 metres que es troba al municipi de Bassella, a la comarca de l'Alt Urgell.